# Эн кэлохену
Эн кэлохену (Эн-Келогену, Эйн ке-Элохе́йну, от ивр. אין כאלהינו‎ — «нет [бога], кроме Бога нашего») в ортодоксальном иудаизме — пиют, старинный гимн. Является декларацией веры. В основу гимна положены четыре титула (Бог, Господь, Царь, Спаситель). Похожий гимн найден в сочинении «Сефер Хехалот». Можно предположить, что раньше гимн начинался словами ми кэлохену («кто подобен Богу нашему»), как в сидуре Амрама гаона, однако Раши указал на наличие акронима אמן‎ («аминь») в этом гимне в первых трёх четверостишиях, поэтому нынче гимн начинают словами эн кэлохену («нет бога, кроме Бога нашего»).
Возможно дальнейшее расширение гимна, которое зависит от его места в богослужении в различных общинах. В сефардской традиции гимн дополняют парой четверостиший со словами «благословен» и «ты», предваряющих последующий гимн «Адон олам» («Господь мира»), так сложением слов обоих пиютов (Эн кэлохену и Адон олам) образуют фразу «Благословен Ты, Господи», которой завершали богослужение. Сефарды поют гимн «Эн кэлохену» после мусафа по субботам и праздникам. Часто гимн поют перед произнесением затрапезной молитвы «Биркат ха-мазон» по субботам и праздникам.
В ашкеназской традиции после гимна «Эн кэлохену» следует чтение отрывка из Мишны о храмовых воскурениях так, чтобы после произнести Кадиш де-рабанан, — молитву о Господе, таким образом получая фразу «Благословен Ты, Господи». Ашкеназы поют гимн «Эн кэлохену» также по субботам и праздникам, а в хасидской традиции поют и в будние дни в конце утреннего богослужения.
В рукописях Каирской генизы порядок строк гимна палестинской традиции отличается от принятой ныне вавилонской традиции, а непосредственно за гимном следует первый стих 89-го псалма: «Господи! Ты нам прибежище в род и род» (Пс. 89:1), получая фразу «Благословен Ты, Господи».
Существуют несколько мелодий гимна. Сефардская мелодия — традиционная, которую используют также и для Галеля. В сефардских общинах Эн кэлохену поют сначала по-еврейски, потом на ладино (латинском).

## Описание
Гимн основан на библейском стихе «видите ныне, что это Я, Я и нет бога, кроме Меня: Я умерщвляю и оживляю, Я поражаю и Я исцеляю, и никто не избавит от руки Моей» (Втор. 32:39). Похожим выражением является Шахада «свидетельствую, что нет бога, кроме Аллаха и ещё свидетельствую, что Мухаммед — посланник Аллаха». Возможно, как составление Шма стало действием против парсизма, так составление Эн кэлохену могло быть вызвано христианизацией.
| Ведущий | Община |
| --- | --- |
| Кто подобен Богу нашему? Кто подобен Господу нашему? Кто подобен Царю нашему? Кто подобен Спасителю нашему? | Нет бога, кроме Бога нашего! Нет господа, кроме Господа нашего! Нет царя, кроме Царя нашего! Нет спасителя, кроме Спасителя нашего! |

אין כאלהינו אין כאדנינו אין כמלכנו אין כמושיענו‎

מי כאלהינו מי כאדנינו מי כמלכנו מי כמושיענו‎

נודה לאלהינו נודה לאדנינו נודה למלכנו נודה למושיענו‎

ברוך אלהינו ברוך אדנינו  ברוך מלכנו ברוך מושיענו‎

אתה הוא אלהינו אתה הוא אדנינו אתה הוא מלכנו  אתה הוא מושיענו‎
Non komo muestro Dyo, non komo muestro Senyor, non komo muestro Rey, non komo muestro Salvador.

Kien komo muestro Dyo, kien komo muestro Senyor, kien komo muestro Rey, kien komo muestro Salvador.

Loaremos a muestro Dyo, loaremos a muestro Senyor, loaremos a muestro Rey, loaremos a muestro Salvador.

Bendicho muestro Dyo, bendicho muestro Senyor, bendicho muestro Rey, bendicho muestro Salvador.

Tu sos muestro Dyo, tu sos muestro Senyor, tu sos muestro Rey, tu sos muestro Salvador.